# St. Pete Beach
St. Pete Beach ("Playa de St. Pete" - "St. Pete" es un apodo de San Petersburgo) es una ciudad ubicada en el condado de Pinellas en el estado estadounidense de Florida. En el Censo de 2010 tenía una población de 9.346 habitantes y una densidad poblacional de 182,57 personas por km².

## Geografía
St. Pete Beach se encuentra ubicada en las coordenadas 27°44′9″N 82°45′2″O / 27.73583, -82.75056. Según la Oficina del Censo de los Estados Unidos, St. Pete Beach tiene una superficie total de 51.19 km², de la cual 5.51 km² corresponden a tierra firme y (89.23%) 45.68 km² es agua.

## Demografía
Según el censo de 2010, había 9.346 personas residiendo en St. Pete Beach. La densidad de población era de 182,57 hab./km². De los 9.346 habitantes, St. Pete Beach estaba compuesto por el 95.97% blancos, el 0.72% eran afroamericanos, el 0.26% eran amerindios, el 1.13% eran asiáticos, el 0.03% eran isleños del Pacífico, el 0.87% eran de otras razas y el 1.03% pertenecían a dos o más razas. Del total de la población el 4.41% eran hispanos o latinos de cualquier raza.

## Turismo
Las costas de St. Pete Beach cuenta con una gran variedad de  deportes náuticos como lo son el surf,  kitesurf, parapente acuático y surf de remo.
En este lugar se puede acampar y se encuentra una serie de moteles y posadas frente a la playa que cuenta con un mar verde turquesa.

## Educación
Las Escuelas del Condado de Pinellas gestiona escuelas públicas.
En el 14 de enero de 2009, el consejo escolar del condado votó a favor de cerrar muchas escuelas en el condado, incluyendo Gulf Beaches Elementary School en St. Pete Beach.
En el 6 de junio de 1975, Sunshine Elementary School fue clausarada.